# William John Bennett
Pour les articles homonymes, voir William Bennett.
William John « Bill » Bennett, né le 31 juillet 1943 à New York (New York), est un homme politique américain. Membre du Parti républicain, il est secrétaire à l'Éducation entre 1985 et 1988 dans l'administration du président Ronald Reagan puis directeur de l'Office of National Drug Control Policy entre 1989 et 1990.

## Biographie
Considéré comme un homme politique néoconservateur, il était un des membres du Project for the New American Century[réf. nécessaire].